# Orkun Uşak
Orkun Uşak (ejtsd: [orkun usak], Isztambul, 1980. november 5. –) török labdarúgó, jelenleg a Galatasaray A.S. kapusa.

## Díjai
A Galatasarayjal:
- Török bajnok: 2008

## Lásd még
- Török labdarúgó-válogatott

## Külső hivatkozások
- Profil a galatasaray.org-on (törökül)
- Profil a TFF.org-on (törökül)
- Orkun Uşak adatlapja a national-football-teams.com-on[halott link] (angolul)
- Profil a transfermarkt.de-n (németül)